# 5-8 Club
5-8 Club Tavern & Grill — ресторан в Миннеаполисе, штат Миннесота. Основан в 1928 году. Ресторан является одним из двух заведений Миннеаполиса, которые утверждают, что изобрели сочный чизбургер «Джуси Люси» в 1950-х годах. Второй из них — Matt's Bar. В ресторане 5-8 Club подают бургеры и другие блюда, в том числе жареный сырный и луковую соломку. Ресторан был показан в нескольких телевизионных сериалах на Travel Channel, имеет три филиала в Миннесоте.

## История
5-8 Club Tavern & Grill открылся в Миннеаполисе, штат Миннесота, в 1928 году на пересечении 58-й улицы и Кедар авеню, а в честь 58-й улицы ресторан получил своё название. Изначально в ресторане нелегально продавали алкоголь. Основанный в эпоху «сухого закона» в США (1920-1933 годы), заведение начало свою работу нелегально в относительно незастроенном районе города на юге Миннеаполиса. Владельцы 5-8 Club построили подземный гараж под зданием для обеспечения нелегальной перевозки алкоголя.
В честь прошлого заведения в качестве ресторана по нелегальному сбыту алкоголя, задний вход в 5-8 Club функционирует как главный вход. Три дополнительных филиала 5-8 Club были открыты в Мейплвуде, Чамплине и Уэст-Сент-Поле, штат Миннесота. Ресторан был выкуплен у владельцев компанией «Food Services Inc.» в 1996 году.

## Меню

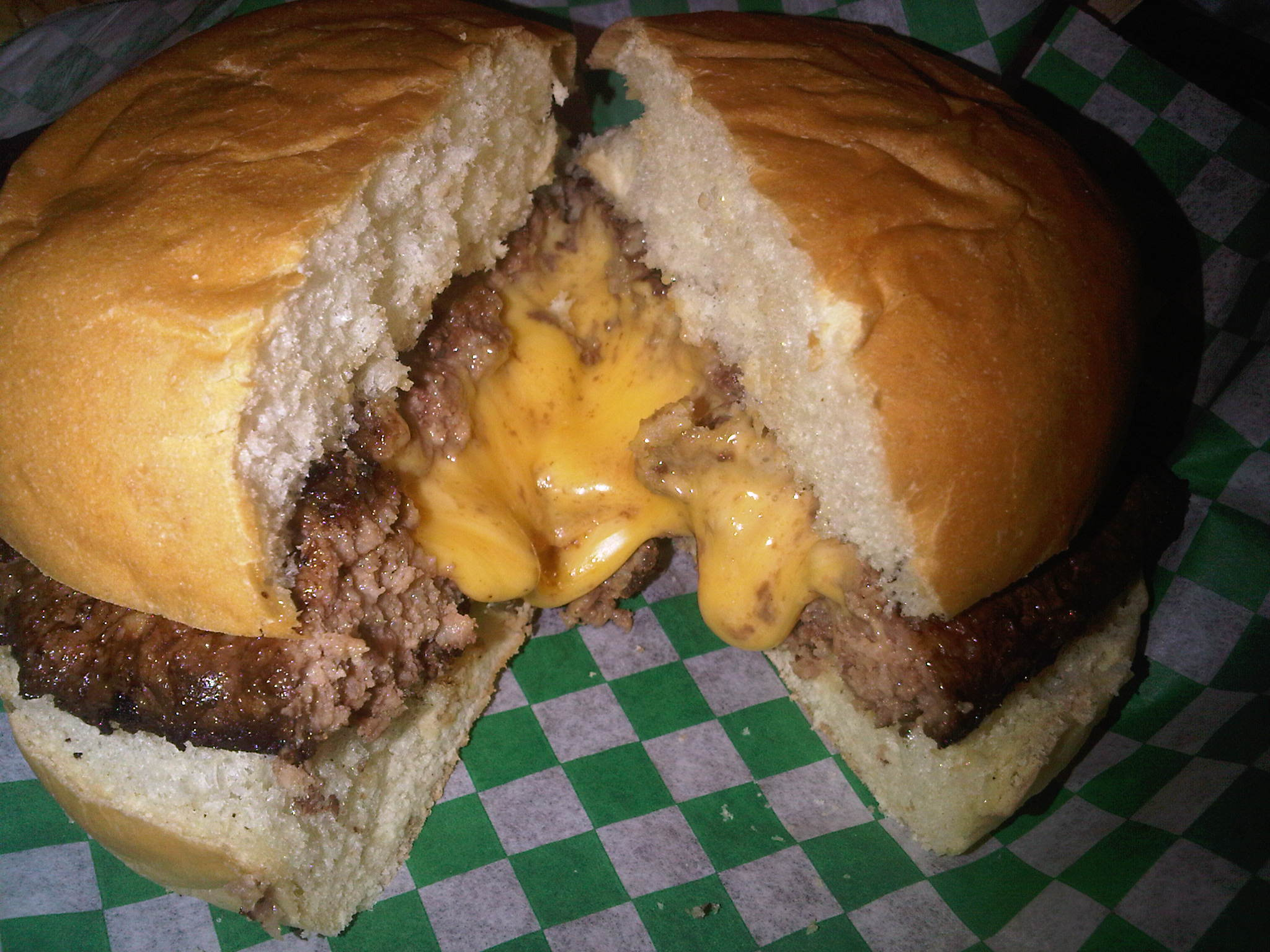
Джуси Люси в 5-8 Club

Фирменный пункт меню 5-8 Club — чизбургер «Джуси Люси», состоящий из сыра, приготовленного в котлете из говядины Абердин-ангусской. Между 5-8 Club и баром Matt's Bar существует конфликт, поскольку обе компании заявляют, что «Джуси Люси» был создам ими. Согласно мнению 5-8 Club, они разработали блюдо в 1950-х годах.
В отличие от «Джуси Люси» Matt's Bar, в 5-8 Club предлагаются четыре варианта приготовления блюда с разными сырами: американский, синий, перец Джек и швейцарский. Во избежание путаницы в процессе приготовления жареные котлеты маркируются цветными зубочистками, соответствующими типу сыра внутри. В ресторане ежедневно подают до 300 чизбургеров.
5-8 Club продаёт футболки с надписью «Free The Cheese», аналогично футболкам в Matt's Bar с надписью «Fear The Cheese».

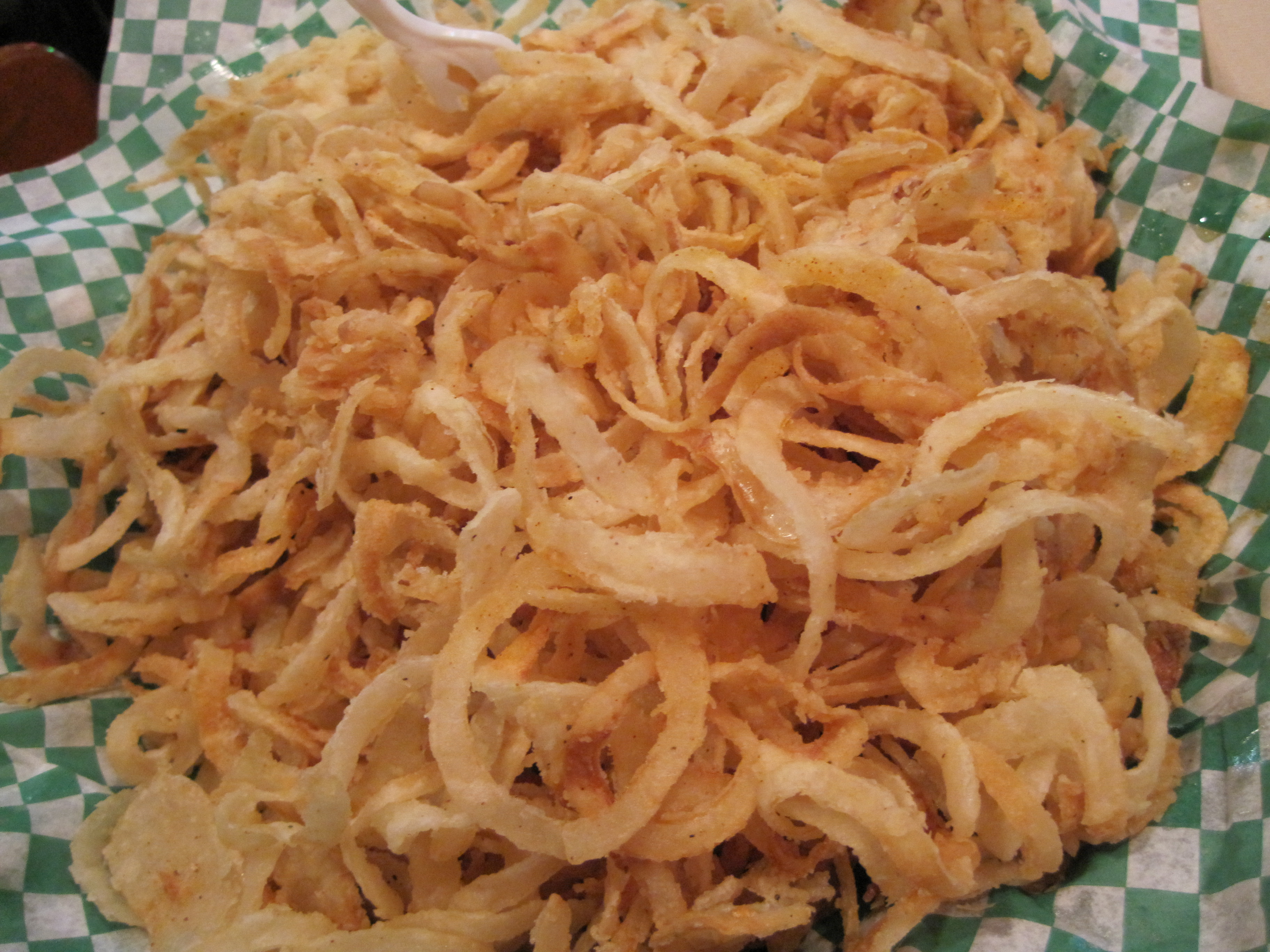
The 5-8 Club's onion straws

Помимо «Джуси Люси», в 5-8 Club подают другие блюда, в том числе жареный сырный творог, сэндвичи со свиной вырезкой, картофельные дольки и луковую соломинку.

## В культуре
5-8 Club занял первое место среди 101 ресторанов, представленных во втором сезоне программы «Chowdown Countdown» на канале Travel Channel в 2014 году. Ресторан также появился на двух других шоу «Travel Channel: Man V. Food» в 2009 году и «Food Wars» в 2010 году.